# پوئرتا د اورپا

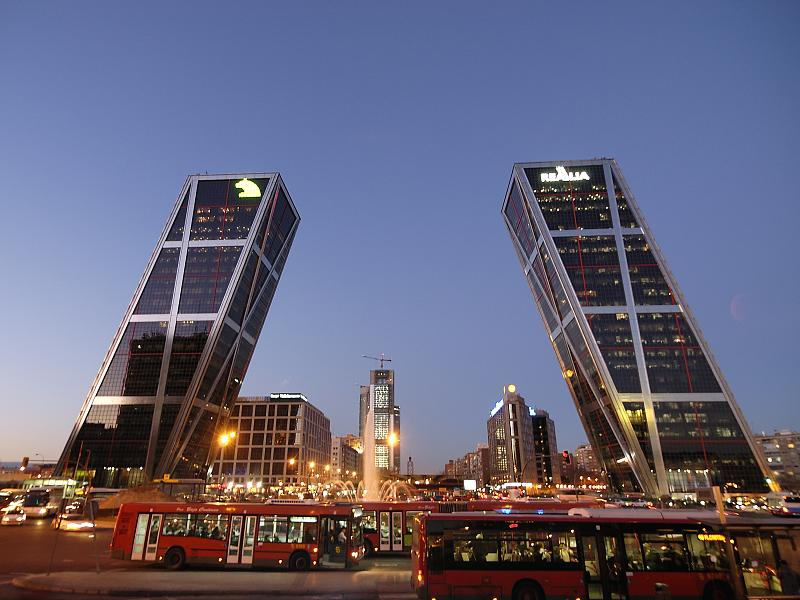
نمائی از پوئرتا د اورپا در شب

پوئرتا د اورپا (به اسپانیایی: Puerta de Europa) به معنای «دروازه‌های اروپا»، از ابنیه مشهور کشور اسپانیا است.
این بنای دوقلو در شهر مادرید قرار دارد و در سال ۱۹۹۶ میلادی، توسط استاد بزرگ معماری آمریکایی فیلیپ جانسون طراحی گردیده است. هر برج ۲۶ طبقه ارتفاع دارد.

## جستارهای مربوطه
- برج پیچنده